# Svenning Olsen Kongsgård
Svenning Olsen Kongsgård, född 6 december 1780, död 8 november 1865, var en norsk officer, gardbrukar och stortingsman född i Brandval i Hedmark, Norge.
Han var son till en lantbrukare och hantverkare i Funderud, Brandval, som sedan flyttade till Hesbøl i Eidskog. Kongsgård själv gick i unga år som skräddarlärling. År 1801 eller –02 tog han värvning och utbildades till underofficer i Kongsvinger. Han blev korporal 1804 och kommandersergant i Solør korps från 1806. Kongsgård deltog i strid 1808-14 och fick då titeln löjtnant. År 1808 mottog han Dannebrogsmännens hederstecken för sina gärningar då han 20 april 1808 stoppat en fientlig patrull. Innan krigets början, köpte han 1807 gården Kongsgård i Grue och drev denna. Han var medlem av formannskapet i Grue 1837-39.
Kongsgård var 3:e ledamot från Hedemarkens amt i Stortinget 1824, och medlem av militärkommittén.
Han avled på sin gård i Grue den 8 november 1865.